# Saison 11 de RuPaul's Drag Race
La onzième saison de RuPaul's Drag Race est diffusée pour la première fois le 28 février 2019 sur VH1 aux États-Unis et sur WOW Presents Plus à l'international.
Le 13 juin 2018, l'émission est renouvelée pour sa onzième saison. Le casting est composé de quatorze nouvelles candidates ainsi que de Vanessa Vanjie Mateo, candidate de la saison précédente, et est annoncé le 24 janvier 2019 lors d'un live YouTube animé par Adam Rippon et Aquaria.
La gagnante de la saison reçoit un an d'approvisionnement de maquillage chez Anastasia Beverly Hills et 100 000 dollars.
La gagnante de la saison est Yvie Oddly, avec Brooke Lynn Hytes comme seconde.

## Candidates
Les candidates de la onzième saison de RuPaul's Drag Race sont :
(Les noms et les âges donnés sont ceux annoncés au moment de la compétition.)
| Candidate             | Âge | Résidence                  | Classement        |
| --------------------- | --- | -------------------------- | ----------------- |
| Yvie Oddly            | 24  | Denver, Colorado           | Gagnante          |
| Brooke Lynn Hytes     | 32  | Nashville, Tennessee       | Seconde           |
| A'Keria C. Davenport  | 30  | Dallas, Texas              | 3e place 4e place |
| Silky Nutmeg Ganache, | 28  | Chicago, Illinois          | 3e place 4e place |
| Vanessa Vanjie Mateo  | 26  | Tampa, Floride             | 5e place          |
| Nina West             | 39  | Columbus, Ohio             | 6e place          |
| Shuga Cain            | 40  | New York, État de New York | 7e place          |
| Plastique Tiara       | 21  | Dallas, Texas              | 8e place          |
| Ra'Jah O'Hara,        | 33  | Dallas, Texas              | 9e place          |
| Scarlet Envy,         | 26  | New York, État de New York | 10e place         |
| Ariel Versace         | 26  | Cherry Hill, New Jersey    | 11e place         |
| Mercedes Iman Diamond | 31  | Minneapolis, Minnesota     | 12e place         |
| Honey Davenport       | 32  | New York, État de New York | 13e place         |
| Kahanna Montrese      | 25  | Las Vegas, Nevada          | 14e place         |
| Soju                  | 27  | Chicago, Illinois          | 15e place         |

1. ↑  Yvie Oddly a ensuite participé à la septième saison de RuPaul's Drag Race All Stars.
2. ↑  Brooke Lynn Hytes est ensuite devenue présentatrice de Canada's Drag Race.
3. ↑  A'Keria C. Davenport a ensuite participé à la sixième saison de RuPaul's Drag Race All Stars.
4. ↑  Silky Nutmeg Ganache a ensuite participé à la sixième saison de RuPaul's Drag Race All Stars.
5. ↑  Silky Nutmeg Ganache a ensuite participé à la première saison de Canada's Drag Race: Canada vs The World.
6. ↑  Vanessa Vanjie Mateo a ensuite participé à la neuvième saison de RuPaul's Drag Race All Stars sous le nom de Vanessa Vanjie.
7. ↑  Nina West a ensuite participé à la neuvième saison de RuPaul's Drag Race All Stars.
8. ↑  La candidate a remporté le titre de Miss Congeniality.
9. ↑  Plastique Tiara a ensuite participé à la neuvième saison de RuPaul's Drag Race All Stars.
10. ↑  Ra'Jah O'Hara a ensuite participé à la sixième saison de RuPaul's Drag Race All Stars.
11. ↑  Ra'Jah O'Hara a ensuite participé à la première saison de Canada's Drag Race: Canada vs The World.
12. ↑  Scarlet Envy a ensuite participé à la sixième saison de RuPaul's Drag Race All Stars.
13. ↑  Scarlet Envy a ensuite participé à la deuxième saison de RuPaul's Drag Race: UK vs The World.
14. ↑  Kahanna Montrese a ensuite participé à la huitième saison de RuPaul's Drag Race All Stars.

## Progression des candidates
|                       | Épisode | Épisode | Épisode | Épisode | Épisode | Épisode | Épisode | Épisode | Épisode | Épisode | Épisode | Épisode | Épisode | Épisode        |
| 1                     | 2       | 3       | 4       | 5       | 6       | 7       | 8       | 9       | 10      | 11      | 12      | 13      | 14      |                |
| --------------------- | ------- | ------- | ------- | ------- | ------- | ------- | ------- | ------- | ------- | ------- | ------- | ------- | ------- | -------------- |
| Yvie Oddly            | SAFE    | WIN     | HIGH    | HIGH    | HIGH    | HIGH    | HIGH    | BTM2    | SAFE    | SAFE    | LOW     | HIGH    | INVITÉE | GAGNANTE       |
| Brooke Lynn Hytes     | WIN     | LOW     | HIGH    | HIGH    | WIN     | HIGH    | HIGH    | BTM2    | HIGH    | HIGH    | WIN     | BTM2    | INVITÉE | SECONDE        |
| A'Keria C. Davenport  | HIGH    | SAFE    | BTM6    | SAFE    | SAFE    | WIN     | BTM2    | SAFE    | WIN     | SAFE    | HIGH    | HIGH    | INVITÉE | ÉLIMINÉE       |
| Silky Nutmeg Ganache  | SAFE    | SAFE    | HIGH    | WIN     | LOW     | HIGH    | SAFE    | WIN     | HIGH    | LOW     | BTM2    | SAFE    | INVITÉE | ÉLIMINÉE       |
| Vanessa Vanjie Mateo  | HIGH    | SAFE    | HIGH    | LOW     | SAFE    | SAFE    | SAFE    | LOW     | BTM2    | BTM2    | HIGH    | ELIM    | INVITÉE | INVITÉE        |
| Nina West             | LOW     | SAFE    | WIN     | SAFE    | SAFE    | LOW     | LOW     | HIGH    | SAFE    | WIN     | ELIM    |         | INVITÉE | MISS SYMPATHIE |
| Shuga Cain            | SAFE    | HIGH    | BTM6    | SAFE    | BTM2    | HIGH    | SAFE    | HIGH    | LOW     | ELIM    | INVITÉE |         | INVITÉE | INVITÉE        |
| Plastique Tiara       | HIGH    | HIGH    | BTM6    | SAFE    | HIGH    | SAFE    | WIN     | SAFE    | ELIM    |         | INVITÉE |         | INVITÉE | INVITÉE        |
| Ra'Jah O'Hara         | SAFE    | SAFE    | BTM6    | BTM2    | SAFE    | BTM2    | ELIM    |         |         |         |         |         | INVITÉE | INVITÉE        |
| Scarlet Envy          | SAFE    | WIN     | BTM6    | SAFE    | SAFE    | ELIM    |         |         |         |         | INVITÉE |         | INVITÉE | INVITÉE        |
| Ariel Versace         | SAFE    | LOW     | HIGH    | SAFE    | ELIM    |         |         |         |         |         | INVITÉE |         | INVITÉE | INVITÉE        |
| Mercedes Iman Diamond | LOW     | BTM2    | HIGH    | ELIM    |         |         |         |         |         |         |         |         | INVITÉE | INVITÉE        |
| Honey Davenport       | SAFE    | SAFE    | ELIM    |         |         |         |         |         |         |         | INVITÉE |         | INVITÉE | INVITÉE        |
| Kahanna Montrese      | BTM2    | ELIM    |         |         |         |         |         |         |         |         |         |         | INVITÉE | INVITÉE        |
| Soju                  | ELIM    |         |         |         |         |         |         |         |         |         | INVITÉE |         | INVITÉE | INVITÉE        |

 La candidate a gagné RuPaul's Drag Race.
 La candidate est arrivée seconde.
 La candidate a été éliminée lors de la finale.
 La candidate a été élue Miss Congeniality.
 La candidate a gagné le défi.
 La candidate a reçu des critiques positives des juges mais a été déclarée sauve.
 La candidate a été déclarée sauve.
 La candidate a reçu des critiques négatives des juges mais a été déclarée sauve.
 La candidate a été en danger d'élimination.
 La candidate a été éliminée.

## Lip syncs
| Épisode | Candidate | vs. | Candidate | Chanson                                | Artiste          | Candidate éliminée    |
| ------- | --- | --- | --- | -------------------------------------- | ---------------- | --------------------- |
| 1       | Kahanna Montrese                                                                                               | vs. | Soju | The Best of Both Worlds                | Hannah Montana   | Soju                  |
| 2       | Kahanna Montrese                                                                                               | vs. | Mercedes Iman Diamond                                                                                          | Work Bitch                             | Britney Spears   | Kahanna Montrese      |
| 3       | A'Keria C. Davenport vs. Honey Davenport vs. Plastique Tiara vs. Ra'Jah O'Hara vs. Scarlet Envy vs. Shuga Cain | A'Keria C. Davenport vs. Honey Davenport vs. Plastique Tiara vs. Ra'Jah O'Hara vs. Scarlet Envy vs. Shuga Cain | A'Keria C. Davenport vs. Honey Davenport vs. Plastique Tiara vs. Ra'Jah O'Hara vs. Scarlet Envy vs. Shuga Cain | Waiting for Tonight (Hex Hector Remix) | Jennifer Lopez   | Honey Davenport       |
| 4       | Mercedes Iman Diamond                                                                                          | vs. | Ra'Jah O'Hara                                                                                                  | Living in America                      | James Brown      | Mercedes Iman Diamond |
| 5       | Ariel Versace                                                                                                  | vs. | Shuga Cain | I'm Your Baby Tonight                  | Whitney Houston  | Ariel Versace         |
| 6       | Ra'Jah O'Hara                                                                                                  | vs. | Scarlet Envy                                                                                                   | Last Dance                             | Donna Summer     | Scarlet Envy          |
| 7       | A'Keria C. Davenport                                                                                           | vs. | Ra'Jah O'Hara                                                                                                  | Strut                                  | Sheena Easton    | Ra'Jah O'Hara         |
| 8       | Brooke Lynn Hytes                                                                                              | vs. | Yvie Oddly | Sorry Not Sorry                        | Demi Lovato      | Aucune                |
| 9       | Plastique Tiara                                                                                                | vs. | Vanessa Vanjie Mateo                                                                                           | Hood Boy                               | Fantasia Barrino | Plastique Tiara       |
| 10      | Shuga Cain | vs. | Vanessa Vanjie Mateo                                                                                           | No More Drama                          | Mary J. Blige    | Shuga Cain            |
| 11      | Nina West | vs. | Silky Nutmeg Ganache                                                                                           | No Scrubs                              | TLC              | Nina West             |
| 12      | Brooke Lynn Hytes                                                                                              | vs. | Vanessa Vanjie Mateo                                                                                           | Pride: A Deeper Love                   | Aretha Franklin  | Vanessa Vanjie Mateo  |
| Épisode | Candidate | vs. | Candidate | Chanson                                | Artiste          | Gagnante              |
| 14      | Brooke Lynn Hytes                                                                                              | vs. | Silky Nutmeg Ganache                                                                                           | Bootylicious                           | Destiny's Child  | Brooke Lynn Hytes     |
| 14      | A'Keria C. Davenport                                                                                           | vs. | Yvie Oddly | SOS                                    | Rihanna          | Yvie Oddly            |
| 14      | Brooke Lynn Hytes                                                                                              | vs. | Yvie Oddly | The Edge of Glory                      | Lady Gaga        | Yvie Oddly            |

 La candidate a été éliminée après sa première fois en danger d'élimination.
 La candidate a été éliminée après sa deuxième fois en danger d'élimination.
 La candidate a été éliminée après sa troisième fois en danger d'élimination.
 La candidate a été éliminée après sa quatrième fois en danger d'élimination.
 La candidate a remporté le lip-sync.
 La candidate a remporté le lip-sync et la saison.

## Juges invités
Cités par ordre d'apparition :
- Miley Cyrus, auteure-compositrice-interprète et actrice américaine ;
- Bobby Moynihan, acteur américain ;
- Sydelle Noel, actrice américaine ;
- Guillermo Díaz, acteur américain ;
- Troye Sivan, chanteur et acteur australien ;
- Tiffany Pollard, personnalité télévisée américaine ;
- Joel McHale, acteur américain ;
- Cara Delevingne, mannequin et actrice britannique ;
- Cassandra Peterson, actrice américaine ;
- Travis Wall, danseur américain ;
- Mirai Nagasu, patineuse artistique américaine ;
- Adam Rippon, patineur artistique américain ;
- Kandi Burruss, actrice américaine ;
- Amber Valletta, actrice américaine ;
- Clea DuVall, actrice américaine ;
- Tony Hale, acteur américain ;
- Fortune Feimster, actrice américaine ;
- Cheyenne Jackson, acteur et chanteur américain ;
- Natasha Lyonne, actrice américaine ;
- Katherine Langford, actrice australienne ;
- Gina Rodriguez, actrice américaine ;
- Lena Waithe, actrice américaine ;
- Wanda Sykes, actrice américaine ;
- Todrick Hall, chanteur américain.

### Invités spéciaux
Certains invités apparaissent dans les épisodes, mais ne font pas partie du panel de jurés :
Épisode 1
- Adore Delano, drag queen américaine ;
- Delta Work, drag queen américaine ;
- Derrick Barry, drag queen américaine ;
- Eureka, drag queen américaine ;
- Farrah Moan, drag queen américaine ;
- Ginger Minj, drag queen américaine ;
- Jasmine Masters, drag queen américaine ;
- Kimora Blac, drag queen américaine ;
- Manila Luzon, drag queen américaine ;
- Mariah Balenciaga, drag queen américaine ;
- Ongina, drag queen américaine ;
- Raja Gemini, drag queen américaine ;
- Raven, drag queen américaine ;
- Sonique, drag queen américaine ;
- Victoria "Porkchop" Parker, drag queen américaine.

Épisode 2
- Derrick Barry, drag queen américaine.

Épisode 4
- Rachel Maddow, journaliste américaine ;
- Yanis Marshall, chorégraphe et danseur français ;
- Ginger Minj, drag queen américaine.

Épisode 5
- Trixie Mattel, drag queen américaine.

Épisode 6
- John Cantwell, acteur américain.

Épisode 7
- Alyssa Edwards, drag queen américaine.

Épisode 8
- Jinkx Monsoon, drag queen américaine ;
- Morgan McMichaels, drag queen américaine.

Épisode 10
- Delta Work, drag queen américaine ;
- Kyle Marlett, magicien américain.

Épisode 14
- Redcar, chanteur français (sous le nom d'artiste Christine and the Queens).

## Épisodes
| CANDIDATE              | A'Keria C. Davenport | Ariel Versace    | Brooke Lynn Hytes | Honey Davenport | Kahanna Montrese | Mercedes Iman Diamond | Nina West   | Plastique Tiara | Ra'Jah O'Hara     | Scarlet Envy   | Shuga Cain      | Silky Nutmeg Ganache | Soju            | Vanessa Vanjie Mateo | Yvie Oddly   |
| CANDIDATE DU MINI DÉFI | Kimora Blac          | Eureka           | Ongina            | Manila Luzon    | Derrick Barry    | Delta Work            | Raven       | Sonique         | Ginger Minj       | Raja Gemini    | Jasmine Masters | Mariah Balenciaga    | Victoria Parker | Farrah Moan          | Adore Delano |
| CANDIDATE DU MAXI DÉFI | Bebe Zahara Benet    | Laganja Estranja | Detox             | BenDeLa Creme   | Katya            | Bianca Del Rio        | Thorgy Thor | Sasha Velour    | Kennedy Davenport | Violet Chachki | Sharon Needles  | Peppermint           | Kim Chi         | Valentina            | Alaska       |

| PARODIE            | WHY IT GOTTA BE BLACK, PANTHER? | WHY IT GOTTA BE BLACK, PANTHER? | WHY IT GOTTA BE BLACK, PANTHER? | WHY IT GOTTA BE BLACK, PANTHER? | WHY IT GOTTA BE BLACK, PANTHER? | WHY IT GOTTA BE BLACK, PANTHER? | WHY IT GOTTA BE BLACK, PANTHER? | GOOD GOD, GIRL, GET OUT | GOOD GOD, GIRL, GET OUT | GOOD GOD, GIRL, GET OUT | GOOD GOD, GIRL, GET OUT | GOOD GOD, GIRL, GET OUT | GOOD GOD, GIRL, GET OUT | GOOD GOD, GIRL, GET OUT |
| ------------------ | ------------------------------- | ------------------------------- | ------------------------------- | ------------------------------- | ------------------------------- | ------------------------------- | ------------------------------- | ----------------------- | ----------------------- | ----------------------- | ----------------------- | ----------------------- | ----------------------- | ----------------------- |
| CANDIDATE          | Ariel Versace                   | Brooke Lynn Hytes               | Honey Davenport                 | Nina West                       | Plastique Tiara                 | Ra'Jah O'Hara                   | Shuga Cain                      | A'Keria C. Davenport    | Kahanna Montrese        | Mercedes Iman Diamond   | Scarlet Envy            | Silky Nutmeg Ganache    | Vanessa Vanjie Mateo    | Yvie Oddly              |
| SIGNE ASTROLOGIQUE | Bélier                          | Poissons                        | Lion                            | Lion                            | Bélier                          | Capricorne                      | Scorpion                        | Poissons                | Bélier                  | Sagittaire              | Poissons                | Capricorne              | Balance                 | Lion                    |

| RÔLE                                       | PRÉSENTATRICE | CO-PRÉSENTATRICE  | REPRÉSENTANTE        | HÉRÉTIQUE(S)          | HÉRÉTIQUE(S)         | CHANTEUSES      | CHANTEUSES           |
| ------------------------------------------ | ------------- | ----------------- | -------------------- | --------------------- | -------------------- | --------------- | -------------------- |
| ÉQUIPE NINA WEST Culte de Britney Spears   | Nina West     | Brooke Lynn Hytes | Vanessa Vanjie Mateo | Mercedes Iman Diamond | Yvie Oddly           | Ariel Versace   | Silky Nutmeg Ganache |
| ÉQUIPE RA'JAH O'HARA Culte de Mariah Carey | Scarlet Envy  | Shuga Cain        | Plastique Tiara      | A'Keria C. Davenport  | A'Keria C. Davenport | Honey Davenport | Ra'Jah O'Hara        |

| CANDIDATE  | A'Keria C. Davenport | Ariel Versace | Brooke Lynn Hytes | Mercedes Iman Diamond | Nina West     | Plastique Tiara | Ra'Jah O'Hara     | Scarlet Envy | Shuga Cain      | Silky Nutmeg Ganache | Vanessa Vanjie Mateo | Yvie Oddly       |
| PERSONNAGE | Stormy Daniels       | Shandy        | Ivana Trump       | Ivanka Trump          | Sarah Sanders | Melania Trump   | Omarosa Manigault | Betsy DeVos  | Hillary Clinton | Oprah Winfrey        | Rosie O'Donnell      | Kellyanne Conway |

| « PAYS »  | TUCKPANTISTAN        | TUCKPANTISTAN     | TUCKPANTISTAN | TUCKPANTISTAN        | TUCKPANTISTAN | GLAMAZONIA | GLAMAZONIA      | GLAMAZONIA    | GLAMAZONIA   | GLAMAZONIA           |
| --------- | -------------------- | ----------------- | ------------- | -------------------- | ------------- | ---------- | --------------- | ------------- | ------------ | -------------------- |
| CANDIDATE | A'Keria C. Davenport | Brooke Lynn Hytes | Shuga Cain    | Silky Nutmeg Ganache | Yvie Oddly    | Nina West  | Plastique Tiara | Ra'Jah O'Hara | Scarlet Envy | Vanessa Vanjie Mateo |

| CANDIDATE  | A'Keria C. Davenport | Brooke Lynn Hytes | Nina West                       | Plastique Tiara | Shuga Cain | Silky Nutmeg Ganache | Vanessa Vanjie Mateo | Yvie Oddly      |
| PERSONNAGE | Tiffany Haddish      | Céline Dion       | Jo Anne Worley Harvey Fierstein | Lovely Mimi     | Charo      | Ts Madison           | Danielle Bregoli     | Whoopi Goldberg |

| ÉQUIPE    | TWERKING GIRLS CORNER DISTURBANCE | TWERKING GIRLS CORNER DISTURBANCE | INDECENT EXPOSURE AT THE TRAILER PARK | INDECENT EXPOSURE AT THE TRAILER PARK | CATFIGHT AT THE LIQUOR STORE | CATFIGHT AT THE LIQUOR STORE | BACK ALLEY BUTT PADS | BACK ALLEY BUTT PADS |
| --------- | --------------------------------- | --------------------------------- | ------------------------------------- | ------------------------------------- | ---------------------------- | ---------------------------- | -------------------- | -------------------- |
| CANDIDATE | A'Keria C. Davenport              | Yvie Oddly                        | Brooke Lynn Hytes                     | Nina West                             | Plastique Tiara              | Vanessa Vanjie Mateo         | Shuga Cain           | Silky Nutmeg Ganache |

| ÉQUIPE    | THE MIGHTY TUCKS  | THE MIGHTY TUCKS | THE MIGHTY TUCKS | DA BLACK MAGIC       | DA BLACK MAGIC       | DA BLACK MAGIC       | DA BLACK MAGIC |
| --------- | ----------------- | ---------------- | ---------------- | -------------------- | -------------------- | -------------------- | -------------- |
| CANDIDATE | Brooke Lynn Hytes | Nina West        | Shuga Cain       | A'Keria C. Davenport | Silky Nutmeg Ganache | Vanessa Vanjie Mateo | Yvie Oddly     |

| CANDIDATE                              | A'KERIA C. DAVENPORT | BROOKE LYNN HYTES  | SILKY NUTMEG GANACHE | YVIE ODDLY |
| -------------------------------------- | -------------------- | ------------------ | -------------------- | ---------- |
| NOMBRE DE VICTOIRES                    | 2                    | 3                  | 2                    | 1          |
| ÉPISODE(S)                             | Épisodes 6 & 9       | Épisodes 1, 5 & 11 | Épisodes 4 & 8       | Épisode 2  |
| NOMBRE DE FOIS EN DANGER D'ÉLIMINATION | 2                    | 2                  | 1                    | 1          |
| ÉPISODE(S)                             | Épisodes 3 & 7       | Épisodes 8 & 12    | Épisode 11           | Épisode 8  |